# Twelve Moons
Albums de Jan Garbarek
Madar
(1992) Officium
(1993)
Twelve Moons est un album du saxophoniste norvégien Jan Garbarek, paru en 1992 sur le label Edition of Contemporary Music. C'est un disque avec Jan Garbarek au saxophone ténor et soprano, Rainer Brüninghaus au piano, Eberhard Weber à la contrebasse, Marilyn Mazur aux percussions et Manu Katché à la batterie. Le disque est enregistré en septembre 1992 par Jan Erik Kongshaug à Oslo.

## Description

### Musiciens
- Jan Garbarek - saxophone ténor, saxophone soprano, synthétiseurs
- Rainer Brüninghaus - piano
- Eberhard Weber - contrebasse
- Marilyn Mazur - percussions
- Manu Katché - batterie

Invités:
- Mari Boine - voix
- Agnes Buen Garnås - voix

### Titres
| No  | Titre               | Durée |
| --- | ------------------- | ----- |
| 1.  | Twelve Moons        | 7:37  |
| 2.  | Psalm               | 6:34  |
| 3.  | Brother Wind March  | 10:18 |
| 4.  | There Were Swallows | 8:40  |
| 5.  | The Tall Tear Trees | 5:48  |
| 6.  | Arietta             | 6:27  |
| 7.  | Gautes-Margjit      | 11:56 |
| 8.  | Darvánan            | 4:59  |
| 9.  | Huhai               | 7:31  |
| 10. | Witchi-Tai-To       | 5:46  |